# Uzbekistan 82
Uzbekistan 82 er en dansk dokumentarfilm instrueret af venstrefløjsdebattøren Tørk Haxthausen efter eget manuskript. Filmens produktionsår er 1982.
Filmen havde dansk biografpremiere i Delta Bio i København den 4. april 1984, hvor filmen blev vist sammen med en anden film af Tørk Haxthausen, Uzbekiske kvinder.

## Handling
Sovjetrepublikken Uzbekistan fylder på landkortet ti gange så meget som Danmark. I republikken, hvor gammelt og nyt mødes, holder befolkningen fast ved de traditioner og den kultur, som den har fælles med andre folk i Asien, Mellemøsten og mange udviklingslande. Det sker, selvom landet er i en rivende udvikling og har en levestandard, som kan måle sig med Europas. I filmen fortælles om landets geografi, de klimatiske forhold, de omfattende kanalsystemer og projekter for jordens opdyrkning og udnyttelse. Erhvervsstrukturen redegøres der for, og i byen Tashkent besøges en familie, hvor faderen er sanger - som udgangspunkt for en skildring af de for os meget anderledes familiesammenhænge.